# Clairs de lune
Clairs de Lune est une suite de quatre pièces pour piano, composée par Abel Decaux de 1900 à 1907. L'œuvre est créée par Ricardo Viñes, le 28 mars 1914, dans un concert de la Société nationale de musique à la salle Pleyel. La partition, publiée en l'année précédente, est dédiée à Ferdinand Motte-Lacroix.
Les audaces de l'écriture harmonique des Clairs de Lune ont valu à leur auteur le surnom de « Schönberg français », anticipant de plusieurs années sur le dodécaphonisme, la musique atonale et la musique sérielle.

## Composition
La composition des Clairs de Lune s'étend sur une période de sept années : Minuit passe est achevé en décembre 1900, La Ruelle en mars 1902, La Mer en décembre 1903 et Le Cimetière en août 1907.

## Création
L'œuvre est créée le 28 mars 1914 dans un concert de la Société nationale de musique, salle Pleyel, par Ricardo Viñes qui présentait aussi les Croquis et Agaceries d'un gros bonhomme en bois d'Erik Satie en première audition publique.

## Présentation
L'œuvre est en quatre mouvements :
1. « Minuit passe ». Lent, à 
 puis  ;
2. « La Ruelle ». Lent, à quatre temps (noté ) ;
3. « Le Cimetière ». Très lent, à quatre temps (noté ) ;
4. « La Mer ». Très large, à 
.

Une cinquième pièce, intitulée « La Forêt », n'a pas été menée à terme.
Dans les quatre pièces, « les accords parfaits majeurs et mineurs sont soit scrupuleusement évités, soit constamment teintés d'une quarte augmentée ».
La durée d'exécution des Clairs de lune atteint « vingt minutes à peine de musique, qui suffisent à garder à Decaux une place de choix dans le piano français du XXe siècle ».

## Parcours de l'œuvre
La partition est précédée d'un poème signé « Louis de Lutèce », pseudonyme de Louis Chassevent, un ami du compositeur : 

« Piano,…piano,…pianissimo,… Blanche, la lune glisse silencieuse dans l'espace… Cheminées, mansardes, pignons, faîtes ; silhouettes ténébreuses sur champ d'azur sombre… Immobiles fantômes… Carcasse étique de chat miaulant… Profil grimaçant de monstrueuse gargouille gothique… Vol hésitant de chauve-souris… Clarté blafarde au ciel… Ombre mystérieuse sur terre… Rêves et cauchemars abracadabrants… Hantises nocturnes…
Piano,…piano,…pianissimo… »

### I. «Minuit passe»
Les quatre pièces des Clairs de lune « ont en commun une cellule de trois notes descendantes, présente sous deux formes : seconde majeure, puis tierce majeure ou seconde mineure, puis tierce mineure. Cette simple cellule fournit toute la matière, tant mélodique qu'harmonique ». Minuit passe s'ouvre sur « un lent prologue, quelques notes longuement tenues (la cellule descendante initiale, ré-do-la -mi est récurrente dans tout le cycle), quelques accords spectraux qui dissonnent en luisant dans les ténèbres ».

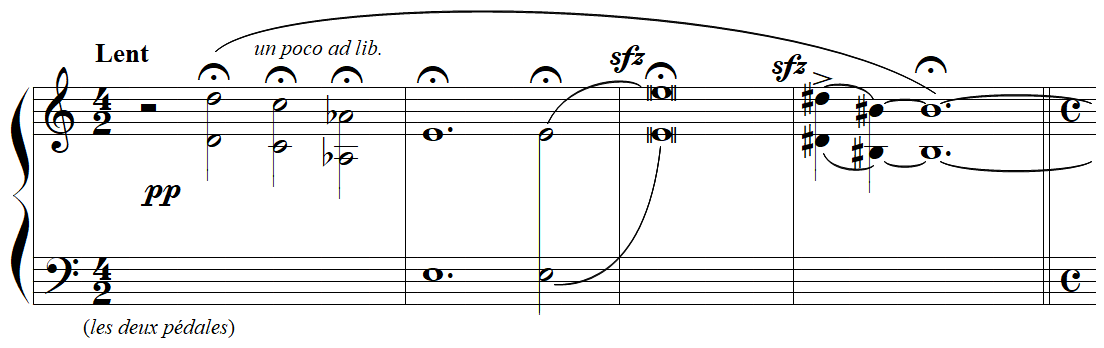
« Minuit passe », mes.1-4.

Cette introduction « mystérieuse débouche sur les douze coups de minuit confiés au grave du piano (triton do-fa ). Dans ce climat atonal, obscur, s'égrène un deuxième motif de triples croches piquées que l'on retrouvera également, qui s'amplifie jusqu'au cauchemar puis retombe dans le silence inquiétant du début ».

### II. «La Ruelle»
C'est « d'abord un rythme que l'on perçoit, rythme syncopé qui en constitue le thème principal. Un court motif chantant essaie de se faire entendre, au-dessus de « pas dans la nuit » brièvement scandés et happés aussitôt par le silence ». Le début de La Ruelle donne « la verticalisation sous forme d'accord de la première des deux formes de la cellule [do-si -fa -ré]. Schönberg ne devait pas aborder ce type de pensée structurelle avant 1909 ».

### III. «Le Cimetière»
Cette pièce est « une des pages les plus angoissantes, avec la citation du thème du Dies iræ aux intervalles déformés dans un halo harmonique qui se transforme peu à peu, comme un glas ». L'écriture, sur trois portées, « peut sembler épaisse, mais un usage très précis et ingénieux des pédales en diversifie la couleur ».

### IV. «La Mer»
Guy Sacre est enthousiaste devant cette pièce — qui précède de six ans le prélude de Claude Debussy, Ce qu'a vu le vent d'ouest — « admirable morceau à ajouter à tous ceux que la musique française de piano a dédiés à l'élément marin, auprès non seulement de L'Isle joyeuse de Debussy ou d'Une barque sur l'océan de Ravel, mais aussi de ces chefs-d'œuvre honteusement méconnus que sont les Sillages... d'Aubert, La Maison dans les dunes de Dupont, Le Chant de la mer de Samazeuilh ».
Ce sont huit pages « virtuoses, labourées de houles et de ressac, pailletées d'écume, jusqu'à ces rafales sonores, ces trombes tombées de l'aigu pour rejoindre la colonne d'arpèges qui monte du grave de l'instrument. Et certes ce n'est pas ici une mer amicale, mais un élément inquiétant, pourvoyeur d'angoisse et de mort ».

## Postérité

### Accueil critique
Lors de la première audition publique, en 1914, la critique musicale est partagée. Paul Ladmirault considère que les « Clairs de lune de M. Abel Decaux nous révèlent un très grand musicien, trop longtemps et injustement ignoré ou méconnu, chez qui une imagination étonnante jusqu'à la bizarrerie s'allie à un lyrisme grandiose trop rare de nos jours ». D'autres critiques mentionnent des réactions de l'auditoire, devant « cet impressionnisme agressif [qui] a provoqué quelques manifestations irrévérencieuses ».
À la seule lecture de la partition imprimée, Louis Laloy y trouve « des essais un peu laborieux, mais qui méritent d'être encouragés, parce qu'une intéressante nature de musicien s'y devine. La recherche de l'harmonie inédite, fort louable en soi, y domine tout autre souci et nuit à l'unité de la composition. Ce ne sont que formations étranges et rapprochements inattendus qui à tout instant nous sollicitent. Chacun de ces effets pris à part est caractéristique : même douloureux, l’oreille y prend son plaisir ».
Maurice Ravel « aurait songé à orchestrer » les Clairs de lune. Cependant, « cette œuvre géniale d'un compositeur pionnier trop modeste » tombe bientôt dans l'oubli. En 1930, René Dumesnil ne considère déjà plus que l'œuvre pour orgue d'Abel Decaux, « élève de Guilmant, professeur d'orgue à la Schola, organiste du Sacré-Cœur, auteur de pièces publiée dans les Maîtres Contemporains de l'Orgue ».

### Le «Schönberg français»
En 1948, dans sa critique des déclarations de René Leibowitz à propos de Schœnberg et son école, Charles Koechlin mentionne les « Clairs de lune du trop oublié Abel Decaux, qui sont à la vérité presque du Schönberg » : « L'atonalité des Clairs de lune de Decaux est bien antérieure au Pierrot lunaire ». C'est ainsi que Marc Vignal signale que Decaux en vient à être surnommé « le Schönberg français ».
André Schaeffner fait l'éloge d'« une œuvre sur laquelle les atonalistes se taisent volontiers parce qu'elle devança celles de Schoenberg tant en matière d'atonalité que de lunologie musicale : quatre pièces pour piano, les Clairs de lune d'Abel Decaux ». Paul Pittion estime que cet « atonalité déjà érigée en système » est une « conséquence des libertés prises par ses prédécesseurs » : Debussy et Ravel.
En 1987, Harry Halbreich s'étonne « d'une prémonition extraordinaire, qui fait de ce modeste organiste l'un des pionniers — le tout premier peut-être — de l'atonalisme intégral ». En 1998, Guy Sacre modère ces jugements : « À les regarder de près, on n'y trouve qu'un abondant chromatisme, avec un emploi assidu de la gamme par tons, élargie, il est vrai, par diverses appoggiatures ».
En somme, « ses Clairs de Lune perturbent : une multitude de détails anticipent les trouvailles de Debussy, Ravel et Schönberg, et confirment qu'il est aussi difficile de s'imposer comme précurseur que comme disciple ».
Les rapprochements esthétiques ou poétiques sont autrement significatifs, avec « les « cauchemars abracadabrants » que le Scarbo de Ravel emprunte à Aloysius Bertrand, ou les « hantises nocturnes » dans Les Heures dolentes de Gabriel Dupont ». Paul Ladmirault voyait plutôt en Decaux, dès la première audition publique des Clairs de lune, « l'Arthur Rimbaud ou le Tristan Corbière de la musique ».

### Partition
- Abel Decaux, Clairs de Lune, Paris, Éditions Chapelier, 1913, 20 p. (P. 608)

### Ouvrages généraux
- René Dumesnil, La musique contemporaine en France, t. I, Paris, Armand Colin, 1930, 218 p..
- Paul Pittion, La musique et son histoire (t. II) : de Beethoven à nos jours, Paris, Éditions Ouvrières, 1960, 574 p. (BNF 33137562), « Le système sériel », p. 336-342.
- Guy Sacre, La musique pour piano : dictionnaire des compositeurs et des œuvres, vol. I (A-I), Paris, Robert Laffont, coll. « Bouquins », 1998, 1495 p. (ISBN 978-2-221-05017-0), p. 104-108.
- Guy Sacre, La musique pour piano : dictionnaire des compositeurs et des œuvres, vol. II (J-Z), Paris, Robert Laffont, coll. « Bouquins », 1998, 2998 p. (ISBN 978-2-221-08566-0).
- André Schaeffner, Essais de musicologie et autres fantaisies, Paris, Le Sycomore, 1980, 438 p. (ISBN 978-2-21-360088-8)rééd. posthume sous le titre Variations sur la musique, Paris, Fayard, 1998.
- Harry Halbreich et François-René Tranchefort (dir.), Guide de la musique de piano et de clavecin, Paris, Fayard, coll. « Les Indispensables de la musique », 1987, 870 p. (ISBN 978-2-213-01639-9).
- Marc Vignal, Dictionnaire de la musique, Paris, Larousse, 2005, 1078 p. (ISBN 2-03-511001-7, lire en ligne), « Abel Decaux », p. 286.

### Articles
- F. Gaiffe, « Chronique de quinzaine », Le Parthénon, Paris,‎ 5 mai 1914 (lire en ligne).
- Charles Koechlin, « Musique atonale : À propos du livre de R. Leibowitz, Schœnberg et son école », La Pensée, Paris,‎ 1er mars 1948 (lire en ligne).
- Paul Ladmirault, « Les sociétés : Société nationale », Revue musicale S.I.M., Paris, Librairie Ch. Delagrave,‎ 1er janvier 1914 (lire en ligne).
- Louis Laloy, « La musique chez soi », Comœdia illustré, Paris,‎ 6 novembre 1913 (lire en ligne).